# Asthenognathinae
Asthenognathinae zijn een onderfamilie van krabben (Brachyura) uit de familie Varunidae.

## Geslachten
De Asthenognathinae omvatten de volgende geslachten:
- Asthenognathus Stimpson, 1858
- † Globihexapus Schweitzer & Feldmann, 2001